# Gebirgsschützen

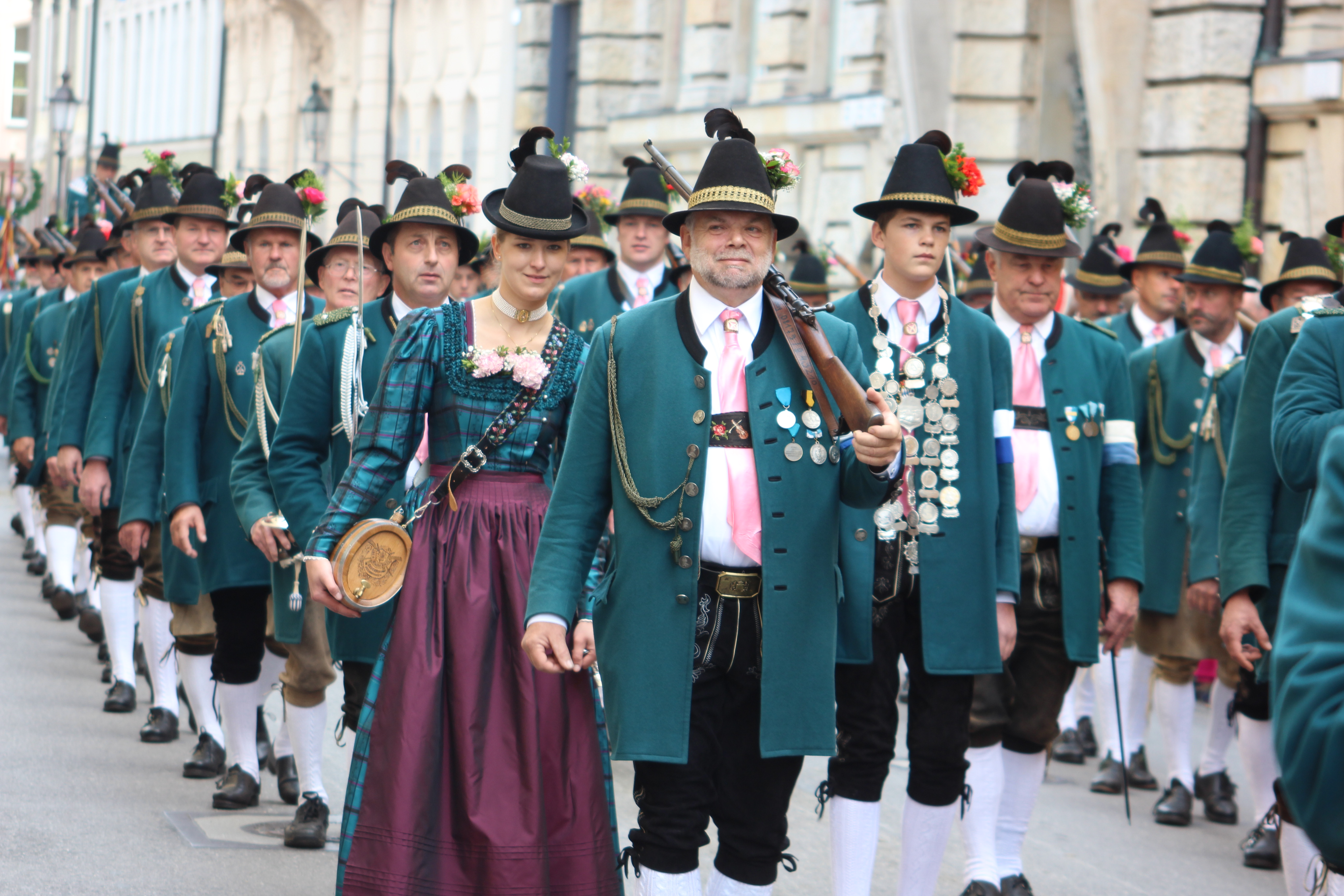
Gebirgsschützenkompanie Beuerberg beim Münchner Trachten- und Schützenzug (2013)

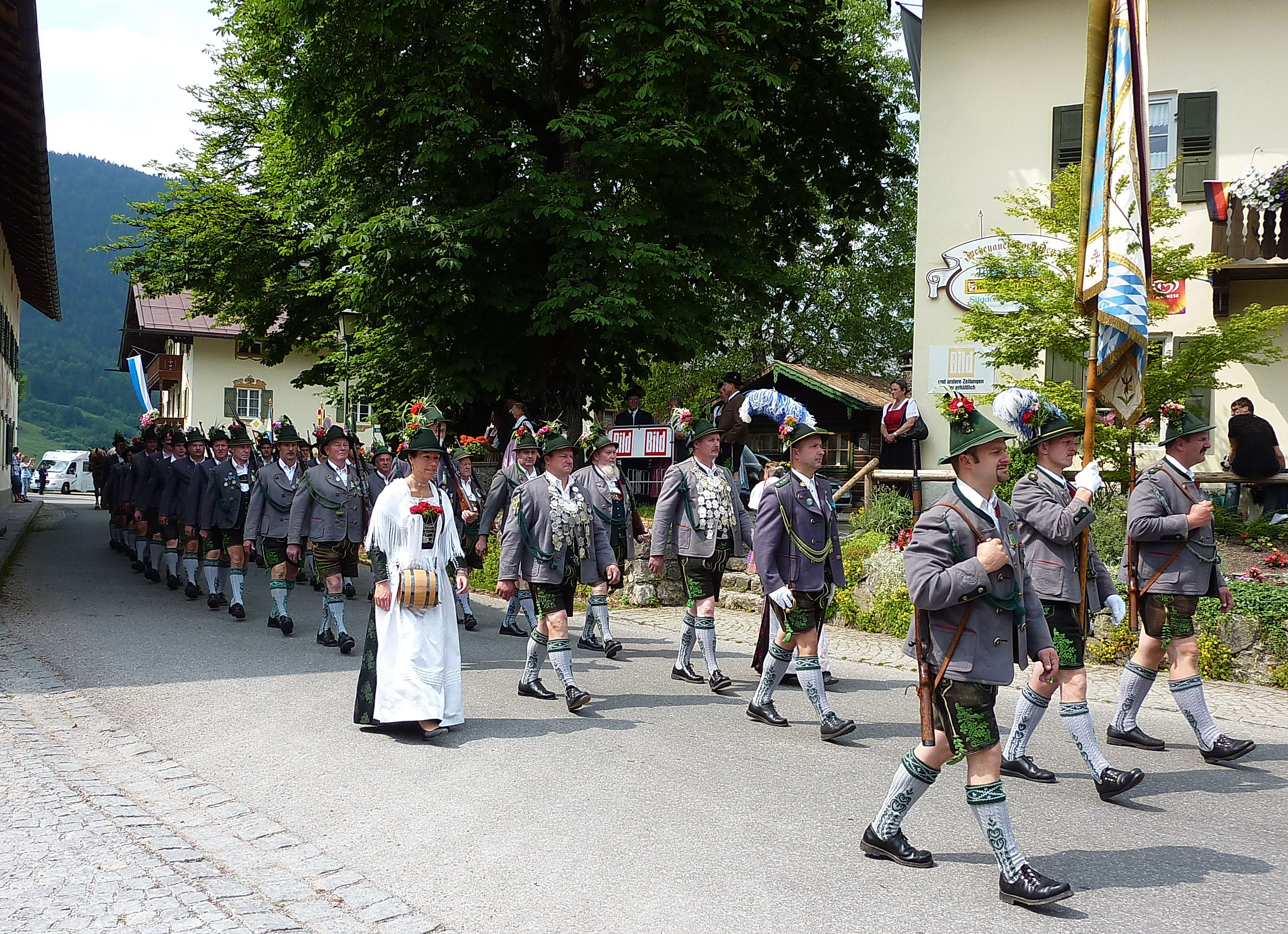
Gebirgsschützenkompanie Jachenau bei Festumzug (2010)

Als Gebirgsschützen bezeichnen sich spezielle traditionelle bayerische Schützenvereinigungen (Kompanien) in Oberbayern, vor allem in den sechs oberbayerischen Landkreisen entlang der Alpenkette.

## Geschichte
Ihre Geschichte reicht bis ins Mittelalter zurück. 1492 wurden in ganz Oberbayern Musterungen der zur Landesverteidigung tauglichen wehrfähigen Männer durchgeführt und eine Landesdefension aufgebaut. Diese bewährte sich 1632 bis 1648 auch bei der Verteidigung des Oberlandes gegen schwedische Truppen. 1705 beteiligt sich die Landesdefension, der Vorläufer der Gebirgsschützen, an der Erhebung gegen das Erzherzogtum Österreich. In der Sendlinger Mordweihnacht brach dieser Aufstand zusammen. 1742 vertrieben während des Österreichischen Erbfolgekrieges die Isarwinkler Schützen die Trenck'schen Panduren. 1791 wurden in Reichenhall und Traunstein eigene „Salinencorps“ aufgestellt. 1805 wurde die „Organisation eines Corps baierischer Gebirgsschützen“ zum Schutz der bayerischen Südgrenze aufgebaut und 1809 während des Tiroler Aufstands unter Andreas Hofer erneuert. 1848 erfolgte der Erlass einer „Gebirgsschützenordnung von Oberbayern“. 
1869 erfolgte die Auflösung der Gebirgsschützen als staatliche Organisation und Überführung der aktiven Verbände in die Bayerische Armee, Kompanien wie die von Benediktbeuern, Gaißach, Gmund am Tegernsee, Lenggries, Schliersee und Wackersberg bestanden als privatrechtliche Vereinigungen jedoch weiter. 1949 erfolgte beim Tag des Alpenländischen Volkstums in Rottach-Egern das erste Treffen der historischen Gebirgsschützenkompanien nach Ende des Zweiten Weltkriegs. 1951 erfolgte die Gründung des Bundes der Bayerischen Gebirgsschützen-Kompanien in Reichersbeuern.

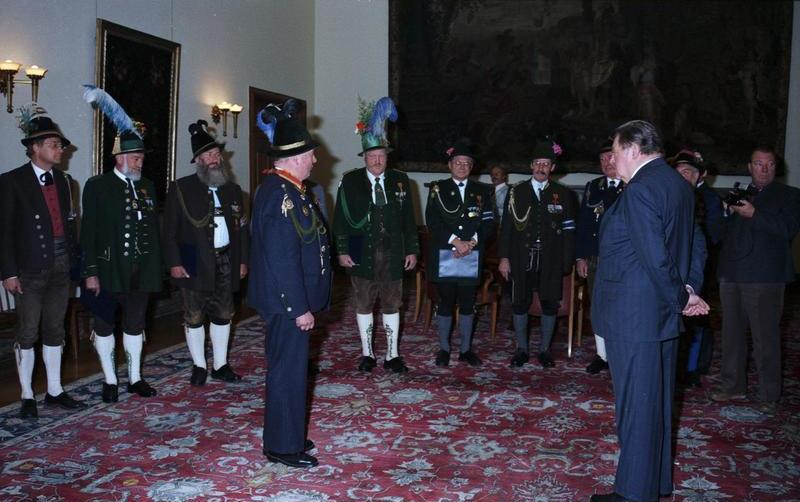
Franz Josef Strauß verleiht Bundesverdienstkreuz an Gebirgsschützen (1987)

## Gebirgsschützen heute
Die über 12.000 Gebirgsschützen in Bayern sind in Kompanien organisiert. Die farbenfrohen Uniformen der Gebirgsschützen werden Montur genannt. Jede der 48 bayerischen Kompanien hat eine eigene Montur. Sie basiert auf der im jeweiligen Heimatort der Kompanie überlieferten ortstypischen Tracht. Gemeinsames Merkmal der Monturen sind die Lederbundhosen, weißblaue Armbinden und ebensolche Kokarden. Die bei den Gebirgsschützen verwendete Standard-Bewaffnung ist der Karabiner K 98 k/G 98, für Kompanie-Wettbewerbe werden Einzellader-Kleinkalibergewehre verwendet.
Die Gebirgsschützen-Kompanien sind im 1951 gegründeten Bund der Bayerischen Gebirgsschützen-Kompanien zusammengefasst. Dieser gliedert sich in die fünf Bataillone bzw. Gaue: Inn-Chiemgau, Isargau, Loisachgau, Mangfall-Leitzachgau und Werdenfels. An seiner Spitze steht der Landeshauptmann, aktuell Martin Haberfellner aus Kochel am See. Schirmherr ist immer der amtierende bayerische Ministerpräsident, seit 2018 Markus Söder.
Die Gebirgsschützen in Bayern zeigen ihr Bekenntnis zum christlichen Glauben durch Paradedienste und Ehrenbegleitung des Allerheiligsten bei Fronleichnamsprozessionen oder bei weiteren lokal üblichen Prozessionen, durch Veranstaltung von Schützenwallfahrten und durch Teilnahme an Leonhardi(wall)fahrten. Hauptfest des Bundes ist der Patronatstag. Dieser findet am ersten Mai-Sonntag zu Ehren seiner Patronin, ihrer Schutzfrau, der Patrona Bavariae, der Mutter Gottes statt. Sie schmückt auch die Landesfahne der Gebirgsschützen. Es war Kurfürst Maximilian I., der Maria zur himmlischen Schutzherrin Bayerns erhob.
Das Zentralarchiv der Bayerischen Gebirgsschützen befindet sich in Miesbach.

## Ziele und Aufgaben

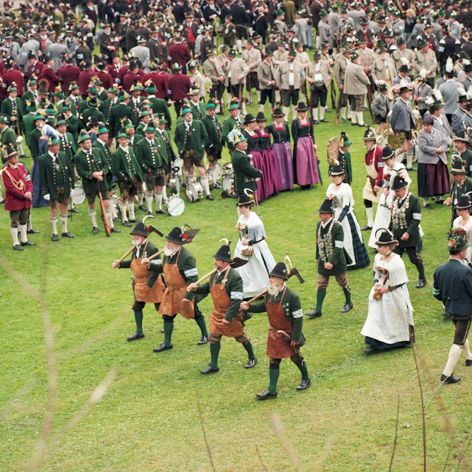
Gebirgsschützentreffen am Patronatstag in Bayrischzell (2001)

- Die Gebirgsschützen bezeichnen sich selbst als Hüter und Verteidiger bayerischer Volkskultur. So sollen in ihrem Verständnis die getragenen historischen Waffen die Bereitschaft zur Verteidigung der Güter bayerischer Volkskultur signalisieren.
- Der Freistaat Bayern bittet die bayerischen Gebirgsschützen gelegentlich zu Repräsentationsaufgaben bei offiziellen Anlässen, auch um auf diese Weise bayerische Eigenstaatlichkeit zu demonstrieren. So stellen sie bei offiziellen Besuchen von Staatsoberhäuptern in Bayern eine Ehrenformation. Auch am alljährlichen Oktoberfestumzug nehmen sie teil.
- Die Gebirgsschützen betreiben regelmäßig das sportliche Schießen, um im Gebrauch des Gewehrs in der Übung zu bleiben und sich im Wettbewerb zu messen. Die Fertigkeit beim Schießen war früher die Voraussetzung für den Einsatz in der Landesverteidigung und steht noch heute für die Wehrhaftigkeit der Gebirgsschützen.
- Das Tragen der Montur soll mit zur Erhaltung und Pflege der Tracht in den jeweiligen Heimatorten der Kompanien beitragen.
- Die Pflege des alpenländischen Volksliedes unterstützen die Gebirgsschützen durch ihre alljährlichen Adventssingen und insbesondere durch die 1953 ins Leben gerufene Kiem-Pauli-Stiftung, die mit der von ihr gestifteten Kiem-Pauli-Medaille die Arbeit von Sängern, Musikanten und Förderern im Dienst der alpenländischen Volksmusik würdigt.
- Zur Denkmalpflege leisten die Gebirgsschützen einen Beitrag, indem sie Bauwerke wie Feldkreuze und Kapellen durch Hand- und Spanndienste erhalten helfen.

## Ehrenmitglieder
- Pater Leo Weber, Kloster Benediktbeuern
- Edmund Stoiber, ehemaliger bayerischer Ministerpräsident
- Franz von Bayern, Chef des Hauses Wittelsbach
- Horst Seehofer, ehemaliger bayerischer Ministerpräsident
- Markus Söder, bayerischer Ministerpräsident

## Ähnliche Schützenvereinigungen außerhalb des heutigen Bayerns
Mit den bayerischen Gebirgsschützen vergleichbar sind die Schützenkompanien in Tirol einschließlich des Südtiroler Schützenbundes in Südtirol und des Welschtiroler Schützenbundes im Trentino. Des Weiteren existieren im nordrhein-westfälischen Krefeld zwei mit den traditionellen Gebirgsschützen verwandte Schützengruppen, die Gebirgsjäger Verberg und die Bogenschützen Linn.
Ähnliche traditionelle Gruppen bilden die Moradores in Osttimor.